# Antônio Luz Neto
Antônio Luz Neto (Rio de Janeiro, 6 de agosto de 1969) é um empresário e político brasileiro.
Filho de Alfredo Felipe da Luz Sobrinho e de Henriqueta M. de Magalhães Luz. Bisneto de Hercílio Luz.
Nas eleições de 2002 foi candidato a deputado estadual para a Assembleia Legislativa de Santa Catarina, pelo Partido da Social Democracia Brasileira (PSDB), obtendo 8.139 votos e ficando como sexto suplente. Foi convocado e tomou posse na 15ª Legislatura (2003-2007), exercendo o cargo por sessenta dias no ano de 2006. Em 2007 assumiu a cadeira do deputado Dado Cherem, licenciado porque foi nomeado Secretário de Estado da Saúde, na administração do governador Luiz Henrique da Silveira.